# Quadricalcarifera albescens
Quadricalcarifera albescens är en fjärilsart som beskrevs av Alexander Schintlmeister 1997. Quadricalcarifera albescens ingår i släktet Quadricalcarifera och familjen tandspinnare. Inga underarter finns listade.